# بوب بلاك
بوب بلاك (بالإنجليزية: Bob Black)‏ (و. 1951  م) هو كاتب، ومحامي، وكاتب مقالات، ولاسلطوي أمريكي، ولد في ديترويت.

## التعليم
تعلم في جامعة ميشيغان.